# برناردو تيمرمان
برناردوفرانسيسكو تيمرمان بوشونج (18 أغسطس 1912 – 1 نوفمبر 1986) كان سياسيًا تشيليًا، ومتسلق جبال، ومصورًا فوتوغرافيًا من أصل ألماني، متهم خلال الحرب العالمية الثانية بالتجسس، ويحاكم لإرسال معلومات إلى الحكومة ألمانيا النازية، يقود مجموعة تجسس مع ألمان تشيليين آخرين. والتي سيتم تفكيكها من قبل الشرطة التشيلية بمساعدة مكتب التحقيقات الفيدرالي. بعد أن قضى عقوبة السجن، شغل منصب عمدة عام كابريرو، حيث تم تعيينه من قبل حكومة تشيلي، خلال دكتاتورية عام أوغستو بينوشيه.